# Skyrover
A Skyrover az Omega Csillagok útján című albumának angol nyelvű változata, az együttes második legsikeresebb lemeze. Címadó dala nem a Csillagok útján, hanem az Égi vándor című dal angol változata.

## Kiadásai
- 1978 LP
- 1991 CD
- 1994 Highlights – CD-box
- 2002 Csillagok útján – Skyrover – a magyar változattal közös felújított kiadás, az Antológia vol. 3. 1975-1980 – Space-rock albumok CD-box részeként és önállóan is megjelent
- 2015 Decades – The Spacey Seventies lemezen 4 dal (Skyrover, High on The Starway, Purple Lady, The Lost Prophet), a The Progressive Eighties  lemezen a Russian Winter (a Léna angol változata) kapott helyet.

### Kapcsolódó kislemez
- Skyrover / Russian winter SP, 1978

## Dalok
1. Overture (Nyitány)
2. Skyrover (Égi vándor)
3. Russian Winter (Léna)
4. The Lost Prophet (Légy erős)
5. Metamorphosis (Metamorfózis I.)
6. Purple Lady (Bíbor hölgy)
7. High on the Starway (Csillagok útján)
8. The Hope, the Bread and the Wine (Metamorfózis II.)
9. Final (Finálé)

Zeneszerző: Omega

Szövegíró:
- Várszegi Gábor – 2.,3.,4.,6.,7.
- Sülyi Péter – 5., 8.

## Az együttes tagjai
- Benkő László – billentyűs hangszerek
- Debreczeni Ferenc – dob, ütőhangszerek
- Kóbor János – ének, vokál
- Mihály Tamás – basszusgitár
- Molnár György – gitár, balalajka (3.)

## Érdekesség
Molnár György hangszerei közt a borítón szerepel a „pufajka” is. Ezt az együttes tagjai viccből írták fel a stáblistát tartalmazó lapra a balalajka után, a nyugatnémet forgalmazók azonban nem ismerték a szó jelentését, így bennemaradt.